# Людвиг II (ландграф Тюрингии)
Лю́двиг II Желе́зный (нем. Ludwig II. der Eiserne; 1128 — 14 октября 1172) — ландграф Тюрингии с 1140 года из династии Людовингов. Сын Людвига I и его жены Гедвиги фон Гуденсберг.

## Биография
Людовинги были в хороших отношениях с Гогенштауфенами, и юный маркграф Людвиг II воспитывался при императорском дворе и был обручен с Юдит — племянницей Конрада III, на которой и женился в 1150 году.

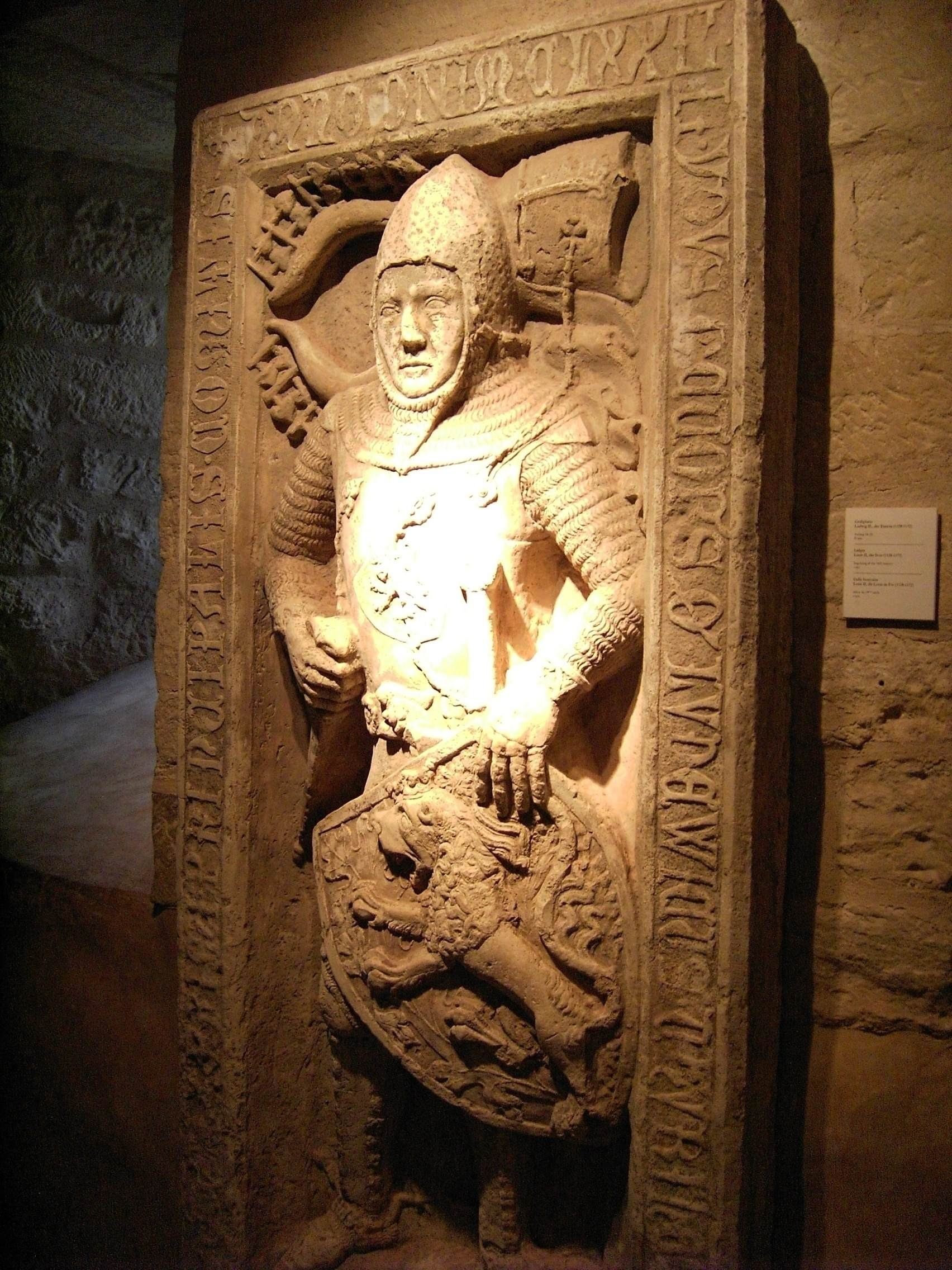
Эпитаф Людвига Железного (Вартбург)

Население Тюрингии страдало от дворянских притеснений, и повзрослевший Людвиг стал усмирять своих вассалов. Это и заслужило ему прозвище «Железный».
Согласно легенде, которую в 1421 году записал немецкий историк Йоханнес Роте, Людвиг инкогнито путешествовал по своим владениям и как-то ночью заночевал в кузнице в Руле. Кузнец рассказал о постоянных поборах, проклинал дворян и в конце воскликнул: «Ландграф, будь твёрдым!» Людвиг приказал арестовать своевольных баронов, которых запрягли в плуг и заставили вспахать поле.
Людвиг был постоянным и верным союзником императора Фридриха Барбароссы, который был родственником его жены. Они вместе боролись с Генрихом Львом и архиепископами Майнца.
Во время своего правления Людвиг II расширил Замок Вартбург и построил два замка — Руннебург (1168) и Кройцбург (1170).
В 1170 году Людвиг вместе с императором Фридрихом участвовал в походе против Польши. После возвращения он заболел и 14 октября 1172 года умер.
Похоронен, как почти все тюрингские ландграфы, в монастыре Рейнхардсбрунн.

## Жена и дети
В 1150 году Людвиг II женился на Юдит фон Гогенштауфен, единокровной сестре императора Фридриха Барбароссы. Дети:
- Людвиг III Благочестивый (1151—1190), ландграф Тюрингии с 1172
- Генрих Распе III (ок. 1155 — 18 июля 1217) — граф Гуденсберг
- Фридрих (ок. 1155 — 1229), граф Цигенхайн
- Герман I (ок. 1155 — 1217), ландграф Тюрингии
- Юдит, жена графа Германа II фон Равенштайн